# 스페이스 인베이더
《스페이스 인베이더》(일본어: スペースインベーダー 스페스인베다[*], 영어: Space Invaders)는 니시카도 토모히로가 제작을 맡고 일본 기업 타이토에서 1978년에 판매한 아케이드 게임이다. 적이 공격해오는 고정 화면형 슈팅 게임으로, 스페이스 인베이더가 나올 당시에는 '내'가 움직이는 게임은 있을지언정, '적'이 움직이는 게임은 없었기 때문에 판매하기 전에는 시장에서 실패할 거라는 의견이 지배적이었다. 그러나 이러한 게임 시스템은 갤럭시안 등의 게임으로 이어졌고, 기록적인 인기를 끌었다. 또, 이 게임은 일본 슈팅 게임의 시초(원조) 중 하나로 여겨진다.
2003년에는 25주년 기념판이 발매되며 공식 웹사이트도 운영하였으나, 지금은 사이트가 폐쇄되었다. 2008년 2월 21에는 '닌텐도 DS'와 '플레이스테이션 포터블'로 30주년 기념판인 '스페이스 인베이더즈 익스트림'을 판매하고 있다.

## 게임 방식
게임 방식은 화면 아래쪽의 발사대를 조종하여 화면 위쪽의 적을 떨어트려 전멸시키는 것이 목적이다. 가끔 UFO가 등장하여 떨어트릴 때 보너스를 획득할 수 있다. 발사대 위에는 방어벽이 있으며 공격을 맞으면 조금씩 파괴된다. 적 한마리라도 맨 아래줄로 내려오게 되면 남은 기체수에 관계없이 바로 게임오버가 된다. 그리고 스테이지 수의 한계가 없는 특징도 있다.

## 플랫폼 지원 및 이용
패밀리 컴퓨터, SG-1000, 게임보이, PC 엔진, 메가 드라이브, 슈퍼 패미컴, 버추얼 보이, 플레이스테이션, 세가 새턴, 원더스완, 게임보이 어드밴스, 플레이스테이션 2, 플레이스테이션 포터블, 닌텐도 DS 등 각종 게임기에 맞게 개발되었으며 휴대 전화용으로도 개발되었다.
1978년의 원작은 단색 화면이었는데, 이 시절의 프로그래밍은 펀치카드가 사용되었고, 캐릭터 도안은 모눈종이를 이용했다. 실제 컬러 CRT를 사용하기 전에는 컬러 효과를 위해 화면 안쪽에 색깔이 있는 셀로판지로 띠를 만들어 붙이기도 하였다.

## 시리즈
- 스페이스 인베이더
- 스페이스 인베이더 파트 2
- 리턴 오브 인베이더
- 마제스틱 12
- 스페이스 인베이더 DX
- 아칸 베이더
- 스페이스 인베이더 익스트림
- 스페이스 인베이더 익스트림2

## 평가
| 평론 점수 | 평론 점수                                   |
| 평론사    | 점수                                        |
| --------- | ------------------------------------------- |
| 올게임    | Arcade: · Atari 2600: · Atari 5200: · SNES: |

| 수상                   | 수상                             |
| 평론사                 | 수상                             |
| ---------------------- | -------------------------------- |
| 1st Arcade Awards      | Game of the Year                 |
| Guinness World Records | Top Arcade Game                  |
| The Times              | Most Influential Video Game Ever |